# Притес
 Притес  — деревня в Кумёнском районе Кировской области в составе Березниковского сельского поселения.

## География
Расположена на расстоянии примерно 46 км на восток от районного центра поселка Кумёны.

## История
Известна с 1717 года как починок Дворище, в 1764 году населением 92 чел. В 1802 году отмечено 20 дворов. В 1873 году здесь (починок Дворищинский или Притес) дворов 40 и жителей 289, в 1905 47 и 336, в 1926 (деревня Притес или Дворищенский) 75 и 358, в 1950 45 и 169, в 1989 оставалось 36 постоянных жителей. Настоящее название утвердилось с 1939 года. Ныне имеет дачный характер

## Население
Постоянное население составляло 6 человек (русские 100%) в 2002 году, 0 в 2010.